# Lake Del Valle
Der Lake Del Valle (Spanisch: Lago del Valle) ist ein Wasser-Reservoir rund 16 km südöstlich von Livermore (Alameda County) im US-Bundesstaat Kalifornien. Es liegt im Del Valle Regional Park, einem kalifornischen Naherholungsgebiet.
Betreut wird das Gebiet des Lake Del Valle vom East Bay Regional Park District des Staates Kalifornien.